# Chiesa di San Gennaro a Sedil Capuano
La chiesa di San Gennaro a Sedil Capuano è una chiesa monumentale di Napoli, ubicata in vico Sedil Capuano.

## Storia e descrizione
La chiesa in origine era una cappella che nel Cinquecento divenne privata ad uso dapprima della famiglia Dentice e poi dei Caracciolo; infine divenne una cappella popolare. Nel Settecento venne rimaneggiata in chiave barocca.
Notevole è la facciata barocca dell'edificio, con portale in pietra piperina sormontato da uno stemma marmoreo dedicato al santo e da una finestra inferriata dalle forme sinuose, sottolineata da due mezzi timpani rovesciati.
Sulla sinistra c'è una finestra quadrilobata risalente al Medioevo: venne tagliata per far spazio all'apertura della congrega.